# Fat Wreck Chords
Fat Wreck Chords — американский звукозаписывающий лейбл, основанный семейной парой Эрин и Майк Беркетт (NOFX) в конце 80-х. Как сейчас говорят супруги, на создание лейбла их подвигла скука: Майку просто нечем было заняться между турами NOFX, а Эрин несколько тяготилась работой по специальности. В 1987 году они выпустили первый релиз, семидюймовый сингл NOFX «The PMRC Can Suck On This», а уже в 1990 году компания была зарегистрирована под маркой «Fat Wreck Chords».
Ныне «Fat Wreck Chords» — это более трёх десятков успешных групп и сразу три офиса — в США, Германии и Канаде.

## Группы

### Текущие группы
- American Steel
- Banner Pilot
- Bullet Treatment
- Chixdiggit!
- Cobra Skulls
- Dead to Me
- Descedents
- Dillinger Four
- Ellwood
- The Flatliners[англ.]
- Frenzal Rhomb
- Good Riddance
- Lagwagon
- The Lawrence Arms
- Leftöver Crack
- The Loved Ones
- Mad Caddies
- Me First and the Gimme Gimmes
- Morning Glory
- NOFX
- None More Black
- Old Man Markley
- Only Crime
- Paint It Black
- Pour Habit
- Propagandhi
- Randy
- The Real McKenzies
- Smoke or Fire
- Star Fucking Hipsters
- Strung Out
- Swingin’ Utters
- Teenage Bottlerocket
- Useless ID
- Western Addiction

### Бывшие группы
- 88 Fingers Louie
- Against Me! (записываются на Total Treble Music)
- Anti-Flag (записываются на SideOneDummy Records)
- The Ataris (записываются на Paper + Plastick)
- Avail (распались)
- Bad Astronaut (распались)
- Big In Japan
- Bracket (записываются на Takeover Records)
- Citizen Fish (записываются на Alternative Tentacles)
- Consumed (распались)
- The Dickies (записываются на Dream Catcher Records)
- Diesel Boy (распались)
- Epoxies (распались)
- Face to Face (записываются на Antagonist Records)
- The Fight(записываются на Repossession Records)
- Goober Patrol (записываются на Hulk Räckorz)
- Guns n' Wankers (распались)
- Hi-Standard (распались)
- Less Than Jake(записываются на Sleep It Off Records)
- Love Equals Death (распались)
- MxPx (записываются на Tooth & Nail Records)
- Nerf Herder (записываются на Oglio Records)
- No Use for a Name (распались)
- Propagandhi (записываются на Smallman Records)
- Rancid (записываются на Hellcat Records)
- Rise Against (записываются на Interscope Records)
- The Sainte Catherines (распались)
- Screeching Weasel (записываются на Recess Records)
- Screw 32 (распались)
- Sick of It All (записываются на Century Media Records)
- Snuff
- The Soviettes
- Strike Anywhere (записываются на Bridge 9 Records)
- Subhumans (записываются на Bluurg Records)
- Tilt (распались)
- Tony Sly (скончался)
- WIZO
- Zero Down (распались)
- Joey Cape